# Anne Brigman

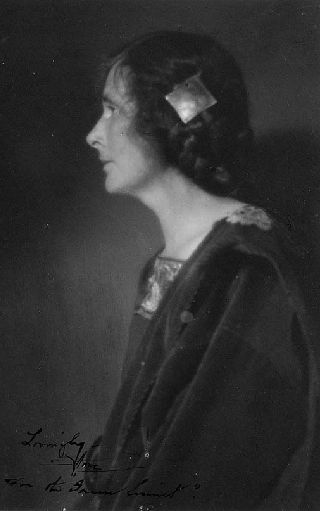
Anne Brigman, Selbstporträt, 1919

Anne „Annie“ Wardrope Nott Brigman (* 3. Dezember 1869 im Nuuanu Valley bei Honolulu, Hawaii; † 8. Februar 1950 in Eagle Rock bei Los Angeles, Kalifornien) war eine amerikanische Kunstfotografin, Lyrikerin und eines der ersten Mitglieder der Photo-Secession. Ihre bekanntesten Aufnahmen entstanden zwischen 1900 und 1920 und zeigen zumeist weibliche Akte in einem ursprünglichen, naturalistischen Kontext.

## Leben
Anne Nott Brigman war das älteste der acht Kinder von Mary Ellen Andrews und Samuel Nott. Die Eltern wirkten als Missionare auf Hawaii. Annes Großvater Lorrin Andrews war einer der ersten amerikanischen Missionare auf der pazifischen Inselkette. Der Vater stammte aus dem englischen Gloucester. Als Anne 16 Jahre alt war, zog die Familie in das kalifornische Los Gatos. 1894 heiratete Anne Nott den Schiffskapitän Martin Brigman, den sie auf zahlreichen Reisen in die Südsee begleitete. 1900 beendete sie ihre Reisen und schloss sich der Bohème von San Francisco an. Dort wurde sie eine enge Freundin von Jack London und dem Poeten Charles Keeler. 1901 begann sie zu fotografieren. Mit Ausstellungen in den regionalen fotografischen Salons – unter anderem beim California Camera Club – erwarb sie sich in nur zwei Jahren eine Reputation als Meisterin der pictorialistischen Fotografie. Durch eine Ausgabe von Camera Work wurde sie mit den Arbeiten, Ideen und Schriften von Alfred Stieglitz bekannt. Sie schrieb dem New Yorker Fotografen und lobte dessen Magazin, worauf Stieglitz sie einlud, Mitglied der Photo-Secession zu werden. In diesem Zusammenhang präsentierte sie ihre Arbeiten mehrmals in Gemeinschaftsausstellungen der Mitglieder in der New Yorker Galerie 291. 1906 war Brigman das einzige Mitglied der Photo-Secession westlich des Mississippi.
Von 1903 bis 1908 stellte Stieglitz Brigmans Arbeiten mehrmals aus und veröffentlichte ihre Fotografien in Camera Work. Im Unterschied zu vielen Zeitgenossen arbeitete Brigman weder kommerziell noch fertigte sie Porträtfotografien. 1910 ließ sie sich scheiden und zog mit ihrer Mutter zusammen. 1911 nahm sie an der vielbeachteten Ausstellung der Albright-Knox Art Gallery in New York teil sowie 1922 an der International Exhibition of Pictorial Photography in San Francisco. An der Westküste wurde sie von den Fotografen verehrt, und ihre Fotografien hatten starken Einfluss auf ihre Zeitgenossen.
1929 zog Brigman nach Long Beach in Südkalifornien. Obwohl sie sich in späteren Jahren mehr dem puristischeren Stil der straight photography zuwandte, gab sie ihre ursprüngliche pictorialistische Sichtweise nie ganz auf. Ihr Spätwerk zeichnete sich durch abstrahierende Schwarzweiß-Nahaufnahmen von Sandstränden und Vegetation aus. Mitte der 1930er Jahre befasste sie sich mit Poesie und nahm Schreibkurse.
Anne Brigman fotografierte bis Anfang der 1940er Jahre. Ihr Fotogedichtband Songs of a Pagan fand 1941 einen Verleger, es wurde jedoch erst weit nach Kriegsende, 1949 herausgebracht. Anne Brigman starb am 8. Februar 1950 in Eagle Rock bei Los Angeles.

## Werk
Anne Brigman fotografierte überwiegend weibliche Akte, die sie in dramatischen Situationen inmitten unberührter Landschaften inszenierte. Ihre Fotografien gehören zu den ersten Aufnahmen in der Fotografiegeschichte mit diesem Sujet. Viele ihrer Aufnahmen entstanden in der Sierra Nevada. Oftmals stellte sich Brigman, der die linke Brust amputiert worden war, selbst in Positur für ihre Bilder. Die Fotografien bearbeitete sie im Anschluss mit Chemikalien, Farben, Stiften und versah sie mit Überlagerungseffekten.

## Veröffentlichungen von Anne Brigman
- 1949: Songs of a Pagan. Caxton Printers, Caldwell Idaho 1949